# Erich Will
Erich Will (* 1931 in Danzig) ist ein deutscher Schauspieler und Hörspielsprecher.
Seine Ausbildung absolvierte er 1950 bis 1953 am Musikkonservatorium Wiesbadens und der dortigen Schauspielschule Genzmer. Im Mehrteiler Der rote Schal gab er sein Debüt und war darauf in vielen Produktionen der 1980er und 1990er Jahre zu sehen, zu denen Fabian, Domino, Jugend unter Hitler, Ediths Tagebuch oder Von zwölf bis Mittag gehören.
Des Weiteren war er in mehreren Episoden der Reihe Tatort zu sehen und in Gastauftritten anderer Serien, wie Derrick, Ein Fall für Zwei, Neues aus Uhlenbusch, Immer im Einsatz – Die Notärztin sowie Unter Verdacht. 
Wills Stimme ist vor allem Kindern bekannt, die er verschiedenen Charakteren in kommerziellen Hörspielserien wie Jan Tenner oder Bibi Blocksberg lieh. Er lebt im Schwarzwald und in München.

## Filmografie (Auswahl)
- 1973: Der rote Schal (Fernseh-Mehrteiler)
- 1977: Neues aus Uhlenbusch (Fernsehserie)
- 1977: Feuerwasser (Regie: Wolfgang Staudte)
- 1979: Fabian (Regie: Wolf Gremm nach dem gleichnamigen Fabian von Erich Kästner)
- 1981: Domino (Regie: Thomas Brasch)
- 1982: Blut und Ehre – Jugend unter Hitler (Regie: Bernd Fischerauer)
- 1983: Ediths Tagebuch (Regie: Hans W. Geißendörfer nach dem gleichnamigen Roman von Patricia Highsmith)
- 1985: Münchener Freiheit (Fernsehserie)
- 1986: Von zwölf bis Mittag (Regie: Barbara Kappen)
- 1987: Hans im Glück
- 1987: Tatort – Spielverderber (194. Folge der Fernsehreihe; Regie: Pete Ariel)
- 1987: Die Katze (Regie: Dominik Graf)
- 1988: Tatort – Moltke (214. Folge der Fernsehreihe; Regie: Hajo Gies)
- 1990: Tatort – Zeitzünder (233. Folge der Fernsehreihe; Regie: Pete Ariel)
- 1992: Ein Fall für zwei – Lebenszeichen (98. Folge der Fernsehserie; Regie: Wolfgang F. Henschel)
- 1994: Immer im Einsatz – Die Notärztin (Serie), Ep. Vollmond
- 2006: Tatort – Außer Gefecht (630. Folge der Fernsehreihe; Regie: Friedemann Fromm)